# Zeke Stane
Ezekiel "Zeke" Stane (también conocido como Iron Monger[cita requerida] y Iron Man 2.0) es un supervillano ficticio dentro del universo de Marvel Comics, el hijo de Obadiah Stane/Iron Monger, nieto de Zebediah Stane, además de ser un enemigo de Tony Stark/Iron Man. Apareció por primera vez en El Orden de Matt Fraction #8 (abril de 2008) y fue dibujado por Barry Kitson.
Alden Ehrenreich interpreta al personaje en la serie del Universo cinematográfico de Marvel para Disney+,  Ironheart (2025).

## Caracterización
Ezekiel/Zeke es el hijo de Obadiah Stane, el nieto de Zebediah Stane, y ha estado construyendo armas biológicas y fabricando armas de última generación para los terroristas y supervillanos desde que tenía nueve años. Aunque Ezekiel es el hijo de Obadiah, así como un supervillano más que un héroe, el creador de Ezekiel Stane, Matt Fraction considera a Zeke que es la próxima generación de Tony Stark/Iron Man más que de Obadiah Stane / Iron Monger: a menudo refiriéndose al carácter como "Tony Stark/Iron Man 2.0".
Fraction señala las similitudes entre las características de la pareja con Ezekiel siendo la evolución del personaje de Tony Stark: un futurista más joven, más inteligente y más agudo de un mundo superincorporado post-nacional que se mueve a un futuro que Stark no puede controlar. Se adelanta a Stark y a su tecnología de Iron Man al no tomar la ruta de los trajes blindados, sino mejorando el propio cuerpo humano.

No importa qué tan alta o evolucionada sea la tecnología, incluso con Extremis, la armadura de Iron Man sigue siendo un hombre en un traje, si te pones entre el hombre y el traje puedes deshacerlo. Así, Stane no necesita un traje. Esa es la diferencia. Eso es lo que empezamos a ver, el futuro de Iron Man es que no hay ningún espacio entre el hierro y el hombre. Es un ser y Stane literalmente se evoluciona a sí mismo ya las personas que le pagan, como lo vemos en la apertura del libro.
Matt Fraction

Fraction a menudo describe el contraste entre los dos personajes utilizando términos de programación, debido a la base tecnológica del personaje.

Zeke es un hombre de negocios post-nacional y una especie de terrorista ideológico de código abierto, no tiene absolutamente ninguna lealtad a ninguna clase de ley, religión, o credo. Él no quiere vencer a Tony Stark, quiere volverle obsoleto. Windows quiere estar en cada escritorio en el mundo, pero Linux y Stane quieren destruir el escritorio. Él es el código abierto para la opresión del software propietario de Stark. No tiene sede, ni base, ni cuenta bancaria. Es un verdadero fantasma en la máquina; completamente fuera de la red, flexible y móvil. Eso vuela absolutamente en la cara de la sabiduría de negocios recibida de Tony y en la forma de hacer negocios. Hay bancos y abogados y tiene instalaciones y pruebas. Stane es un animal mucho más diferente. Es mucho más inteligente, más móvil, y un futurista mucho más rápido para responder y evolucionado.
Matt Fraction

## Historia
Ezekiel "Zeke" Stane apareció por primera vez en el libro de Matt Fraction aclamado por la crítica El Orden #8 (abril de 2008). en la que se reveló como el manipulador detrás de escenas que mueve los hilos de otros villanos, incluyendo Dalias Negras, Maul y M.A.N. de los Androides S.H.A.D.O.W., que se han propuesto destruir El Orden. El Orden siendo el equipo de Iniciativa de California del escaparate de Tony Stark, Ezekiel los enfoca como la primera parte de su venganza sobre Tony Stark por la muerte de su padre Obadiah.
En el último número de El Orden, #10, Stane se encuentra con Iron Man cara a cara por primera vez en la historia. Debido a la vida de Stane fuera de la red, Iron Man no se da cuenta de quién es en realidad. A pesar de los recursos de Tony Stark como Director de S.H.I.E.L.D., Stane abandona California y se prepara para la próxima etapa de su venganza contra Stark.
Fraction seguiría El Orden con un nuevo título en curso mensual de Invincible Iron Man, con Ezekiel Stane que aparece en su primer arco argumental "Las cinco pesadillas" para continuar su venganza contra Tony Stark. Ezekiel Stane se visto por primera vez asistiendo a una reunión con la Junta Directiva de una gran empresa de tabaco que le había contratado para retocar su tabaco para producir un metabolismo basal más alto en las personas que lo fumaban. Stane dice que logró hacerlo, pero revela que sólo tomó el trabajo para utilizar el dinero de la empresa tabacalera para crear bio-mejoras para sí mismo, mejorando su propio hipotálamo para utilizar la energía dentro del cuerpo que Stane utiliza rápidamente para ejecutar el directorio con ráfagas de energía de las puntas de sus dedos. Stane es actualizado más tarde por "Sasha" (su novia/asistente) en su ataque suicida africano actualizado quiénes eran los sujetos de prueba de la biotecnología de Stane. Los ataques de los atacantes suicidas de Stane eran algo que ni Iron Man ni Máquina de Guerra pudieron haber predicho. Stane se encuentra con Stark por segunda vez (con Stane diciendo su nombre a Stark) durante una fiesta instantes antes de que aparecieran los atacantes suicidas y se auto-destruyeran. Stark fue capaz de llamar a su armadura de Iron Man, mientras que Stane se quedó allí con una sonrisa inquietante. La explosión también hirió gravemente a Pepper Potts en el proceso.
Stane se enfrenta finalmente a Stark con su propia armadura única, al mismo tiempo que utiliza a los terroristas armados con su tecnología para atacar sitios de todo el mundo. Sin embargo, Stark derrota el plan de Stane controlando a todas sus diversas armaduras de Iron Man, permitiéndole estar en varias ubicaciones y eliminar prácticamente todas las bombas de Stane a la vez. Stark luego desactiva sus dos armaduras con un pulso electromagnético masivo y derrota al más joven en un combate cuerpo a cuerpo. Stark le da el golpe emocional final al Stane derrotado al decirle "que [Obadiah] era más listo que [Ezekiel]. Y de una pasta más dura.". Sin embargo, Stark se queda perturbado por el ataque de Stane, sobre todo con la idea de lo que tiene que convertirse con el fin de afrontar el futuro que Stane representa.
Zeke había visitado un par de veces en su sentencia de prisión y fue "puesto en libertad condicional" por el Mandarín, que se revela como el padre de Sasha, que ahora emplea a Zeke y arregló su salida, con Tony siendo informado a posteriori.
Más tarde utilizaron una foto de la armadura de Iron Man en el atajo en el Daily Bugle y la hicieron ver como que el héroe estaba borracho. Además, Ezekiel planeó junto con Mandarín utilizar villanos clásicos del vengador blindado contra él, como Chemistro, Láser Viviente y Macero.
El Mandarín se puso cada vez más descontento cuando Stane no pudo construir dreadnoughts y Titanomecas con horarios imposibles y presupuestos inexistentes. Él comenzó a afectar a Stane con su anillo, volviéndole obsesionado con el trabajo. Este Stane irritado, que logró quitarse el implante de bomba y enfrentarse contra Mandarín - sin embargo, el Mandarín manipuló el efecto del anillo, haciendo a Stane su esclavo, causando que aumente el daño cerebral en el proceso. Después de que el Mandarín logró traer a Tony Stark bajo su control, Tony y Zeke trabajaron juntos para producir los Titanomecas.
Después que el Mandarín utilizado 3 de sus anillos para alimentar el primer Titanomeca, Tony comenzó un plan con Ezekiel, convenció a los supervillanos Torbellino, Ventisca y Láser Viviente para unirse a él en una rebelión con el objetivo final de derrotar al Mandarín, y logró utilizar la tecnología en su cuerpo para ayudar a Resistente a buscarlo, usando los microbots conocidos como el Enjambre, que rastreó la tecnología repulsora del cuerpo de Tony. Resistente pidió ayuda a la División del Triunfo y a la Dinastía para ayudar a Tony a derrotar al Mandarín y a su Titanomeca. Después que Tim Cababa logró reactivar el virus Extremis dentro del cuerpo de Stark, Tony crea un vínculo con el Enjambre, y los utiliza como bombas para destruir las armas del Mandarín, que al final fue asesinado por Stane.
Como parte de All-New, All-Different Marvel, Zeke Stane representó a Stane International cuando asistió a una reunión en el Banco Universal con Tiberius Stone de Alchemax, Wilson Fisk de Industrias Fisk, Sebastian Shaw de Industrias Shaw, Darren Cross de Empresas Tecnológicas Cross, Shingen Harada de Corporación Yashida, Frr'dox de Shi'ar Solutions Consolidated y Wilhelmina Kensington de Kilgore Arms, donde hablaron con Dario Agger sobre su Compañía de Energía Roxxon. Los planes para explotar los Diez Reinos de Asgard. Zeke Stane también vio la llegada de Exterminatrix de la Fundación Midas que eliminó a Dario y se declaró a sí misma como un nuevo miembro de su asamblea.
También se revela que es el patrocinador financiero de una rebelión contra T'Challa en Wakanda.

## Poderes y habilidades
El intelecto a nivel genio de Zeke Stane y una considerable fortuna le ha permitido canibalizar y alterar el diseño de la tecnología Stark del mercado negro para mejorar su propia biología, más notablemente su hipotálamo. Stane logró reducir el consumo de energía calórica de su cuerpo desde 70% hasta 9% dejando su excedente de energía que utiliza en rayos repulsores en la punta de sus dedos. Otras mejoras han permitido que su cuerpo se reparase ampliamente a sí mismo de las lesiones. A pesar de su alta inteligencia, Reed Richards afirma que Stane es imitativo y no innovador, ya que todos sus inventos no son más que tecnología Stark re-utilizada en lugar de algo que desarrolló completamente solo - Reed utiliza el ejemplo de que el hombre que inventó el sándwich simplemente juntó lo que ya existía para producir algo bueno en lugar de desarrollar su propia idea - una falta que Iron Man aprovecha para derrotarle finalmente.
Este uso excesivo de la energía del cuerpo ha demostrado que Stane constantemente debe mantener el nivel de azúcar en sangre de su cuerpo alto para compensar su rápido consumo. Stane hace esto al comer una pasta alta en calorías (20.000).

## En otros medios

### Televisión
Ezekiel Stane aparece en el episodio de Marvel Future Avengers, "Secret Past of Iron Man", con la voz de Yōhei Azakami en la versión original en japonés y de Benjamin Diskin en el doblaje al inglés.

### Películas
Ezekiel Stane aparece como el principal antagonista en la película de animé Iron Man: Rise of Technovore interpretado por Miyu Irino en la versión japonesa y por Eric Bauza en el doblaje en inglés.Esta versión creó al epónimo Tecnívoro. Él y Sasha Hammer utilizan a los Raiders mediante A.I.M. hasta que Ezekiel es enfrentado por Iron Man. Después de que Tecnívoro se apodera de su cuerpo, Iron Man y Máquina de Guerra lo derrotan antes de que Ezekiel quede bajo custodia de S.H.I.E.L.D.

### Universo cinematográfico de Marvel
- Ezekiel Stane estaba previsto que apareciera en un borrador inicial de la película del Universo cinematográfico de Marvel (UCM), The Avengers.[20]
- Ezekiel Stane aparece en Ironheart (2025), interpretado por Alden Ehrenreich. Esta versión es un especialista en ética tecnológica que usa el alias de Joe McGillicuddy. Tras entablar amistad con Riri Williams, esta, sin darse cuenta, provoca una serie de eventos que llevan a que su identidad sea expuesta y a su encarcelamiento. Posteriormente, él recibe implantes biónicos de Hood, quien lo usa para luchar contra Riri hasta que esta derrota a Stane. Tras esto, él y Riri se reconcilian.

### Videojuegos
Ezekiel Stane aparece como uno de los jefes en el videojuego Iron Man 3, con la voz de Tom Wayland.La madre de esta versión ocultó información sobre su padre y no se enteró hasta después de que Ezekiel recibiera su herencia. El trabaja con A.I.M., M.O.D.O.K. y el Láser Viviente para capturar a Pepper Potts hasta que Iron Man mata a Ezekiel.